# 34497 Fionnferreira
34497 Fionnferreira este o planetă minoră (asteroid) din centura de asteroizi. A fost descoperită pe 24 septembrie 2000 la Experimental Test Site⁠(d) de Lincoln Near-Earth Asteroid Research. 
Obiectul prezintă o orbită caracterizată de o semiaxă mare de 2,708888 UAi, o excentricitate de 0,1, o înclinație de 0,32738 ° în raport cu ecliptica.